# Marché en Fer
El Marché en Fer o Marché de Fer (en español, «Mercado de Hierro»), también conocido como el Marché Hyppolite o el Marché Vallières, es un mercado público en la capital de Haití, Puerto Príncipe. Fue dañado por un fuego en 2008 y destruido en el terremoto de Haití de 2010, pero fue restaurado. En febrero de 2018 se quemó otra vez, y una de sus dos salas fueron destruidas.

## Historia

### Primer mercado
El Marché en Fer es un edificio de metal que fue construido en París para una estación de ferrocarril en El Cairo. Cuándo aquel plan fue cancelado, el presidente haitiano Florvil Hyppolite lo adquirió y lo mandó llevar a Haití en 1891.
El mercado consta de dos salas enmarcadas de hierro, 2,000 m² cada uno, conectado por un portón con cuatro torres abovedadas y con un reloj en la fachada de la puerta. La estructura entera está pintada de rojo, con acentos verdes.
El mercado se ha quemado varios tiempos; después de un fuego en 2008 fue abandonado. Fue completamente destruido por el terremoto de Haití de 2010.

### Reconstrucción
Designado como "patrimonio histórico" por el Institut de Sauvegarde du Patrimoine National,  fue reconstruido y se reabrió un año después del terremoto, con el soporte financiero del irlandés Denis O'Brien, dueño de la compañía de teléfono celular Digicel, quién invirtió 12 millones de dólares. Los ladrillos que se recuperaron de los edificios dañados en el terremoto fueron usados para la reconstrucción y la misma empresa francesa que fabricó los azulejos de techo originales hicieron las sustituciones. El mercado restaurado fue reabierto en 2011 por Bill Clinton, expresidente de los Estados Unidos.

### Fuego de 2018
El 13 de febrero de 2018, otro fuego, que se cree que comenzó en un contenedor de basura, destruyó una de las dos salas.